# Pluton (Geologie)
Pluton (nach Pluton, dem Gott der Totenwelt in der griechisch-römischen Mythologie) ist in der Geologie die Bezeichnung für einen innerhalb der Erdkruste oberflächenfern sehr langsam auskristallisierten magmatischen Intrusivkörper.

## Entstehung und Begleitphänomene

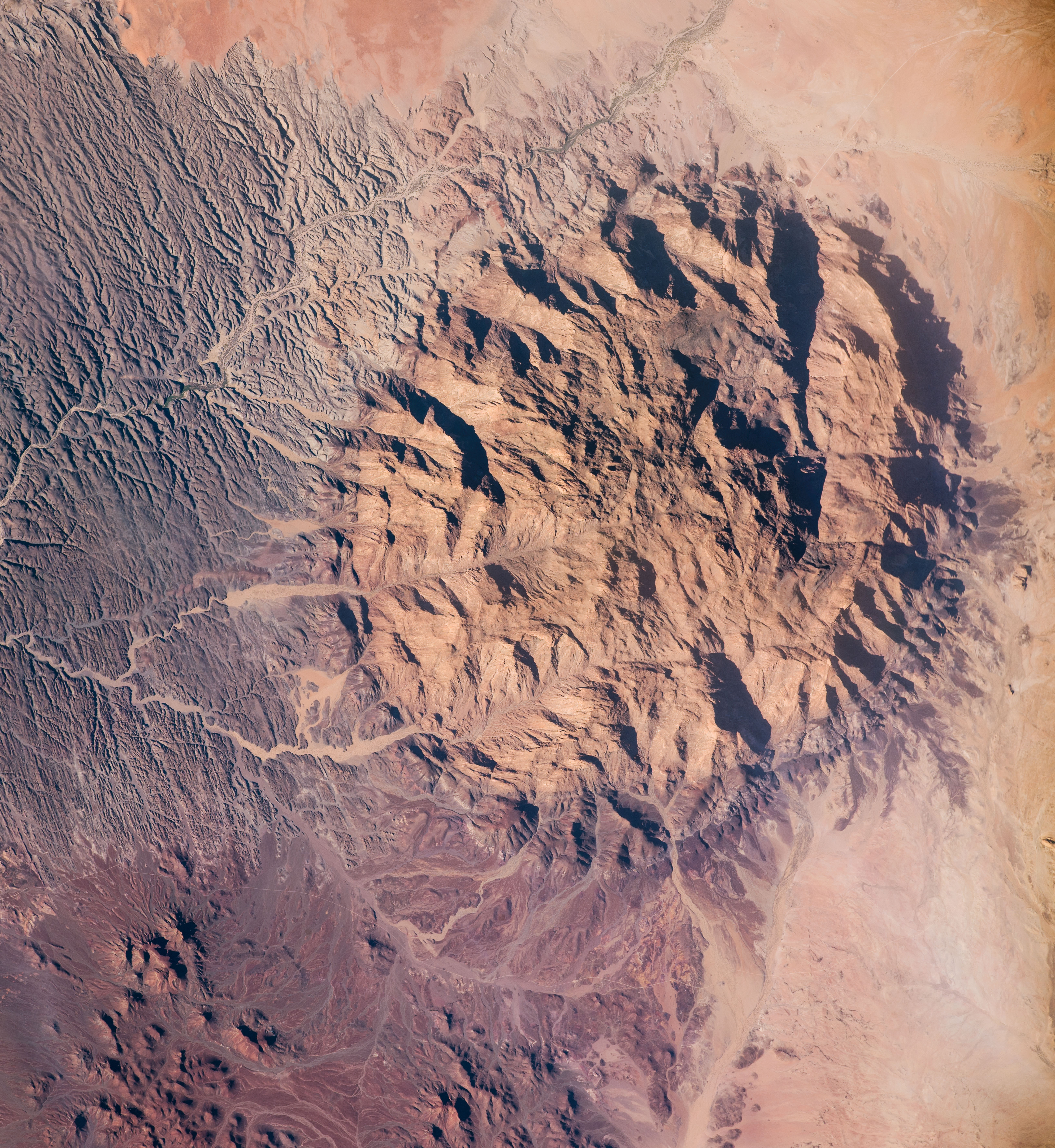
Brandbergmassiv, Namibia, ein durch Erosion freigelegter Granitpluton, aufgenommen von Bord der ISS

Plutone entstehen, wenn Magma aus der unteren Erdkruste oder dem lithosphärischen Mantel in höhere Krustenniveaus eindringt, sich dort, etwa fünf bis zehn Kilometer unter der Erdoberfläche, eine Magmakammer schafft und in dieser langsam * erstarrt. Ein Pluton ist folglich nichts anderes als eine tiefe fossile Magmakammer. Die dabei entstehenden Gesteine werden Tiefengesteine oder Plutonite genannt und zeichnen sich als solche durch eine relativ großkörnige Struktur aus. Das Gestein, in dem sich die Magmakammer etabliert hat, wird Nebengestein genannt. Dabei handelt es sich oft um gefaltete, nicht selten auch um dynamometamorphe Gesteine (vgl. → Kristallinkomplex). Plutone können eine erhebliche Größe besitzen (einige wenige Kilometer bis zu mehreren 100 Kilometern Durchmesser) und weisen meist eine subzylindrische bis subsphärische Gestalt auf. Besonders große, komplex (mehrphasig) aufgebaute Plutone, die mehrere Generationen von Magmakammern repräsentieren, werden auch als Batholithe bezeichnet.
Vor allem durch die Wärme, die von dem Magma ausgeht, wird das Nebengestein in unmittelbarer Umgebung eines Plutons gegenüber dem weiter entfernten Nebengestein verändert. Diese Form der Gesteinsumwandlung wird Kontaktmetamorphose genannt und die Aureole kontaktmetamorpher Gesteine um einen Pluton heißt Kontakthof. Zudem ist der Dachbereich, das heißt der oberste Teil eines Plutons sowie das daran angrenzende Nebengestein, in aller Regel von Gängen durchschlagen. Diese gehen entweder auf sehr mobile Restschmelzen des schon weitgehend erstarrten Magmas zurück, oder sie bezeugen den weiteren Aufstieg des Magmas in Richtung der Erdoberfläche (siehe → Ganggestein). Die Gesamtheit der mit einem Pluton assoziierten Gänge wird auch als Ganggefolgschaft bezeichnet.
Nach ihrer Stellung im magmatektonischen Zyklus unterscheidet man prä-, syn-, spät- und posttektonische, -kinematische oder -orogene Plutone. Prä- und synorogene Plutone sind infolge der nachfolgenden bzw. andauernden orogenetischen Prozesse in aller Regel deformiert und das Gestein bisweilen zudem metamorph. Beispiele für solche nachträglich deformierten Plutone finden sich zuhauf in den präkambrischen Schilden.

## Geomorphologie
Plutone sind der direkten Beobachtung in der Regel erst zugänglich, nachdem das sie überlagernde Gestein infolge von Erosion abgetragen worden ist. Wenn das Nebengestein weniger verwitterungs- und erosionsresistent ist als das Gestein des Plutons, wird der ausbeißende Teil des Plutons als Bergmassiv aus der Umgebung herausmodelliert. Beispiele für solche Massive sind unter anderem der Brocken im Harz oder das Brandbergmassiv in Namibia.
Wenn das Nebengestein verwitterungs- und erosionsresistenter ist als das Gestein des Plutons, dann bildet sich im Ausbiss des Plutons ein Talkessel bzw. ein morphologisches Becken. Ein Beispiel hierfür liefert der Thüringer Hauptgranit in der Umgebung von Zella-Mehlis und Suhl. Ist das Gestein des Kontakthofs resistenter als sowohl das Gestein des Plutons als auch das unveränderte Nebengestein jenseits des Kontakthofs, wird ein ringförmiger Wall aus der Landschaft herauspräpariert, wie beim Bergener Granit im Vogtland zu beobachten.

## Beispiele

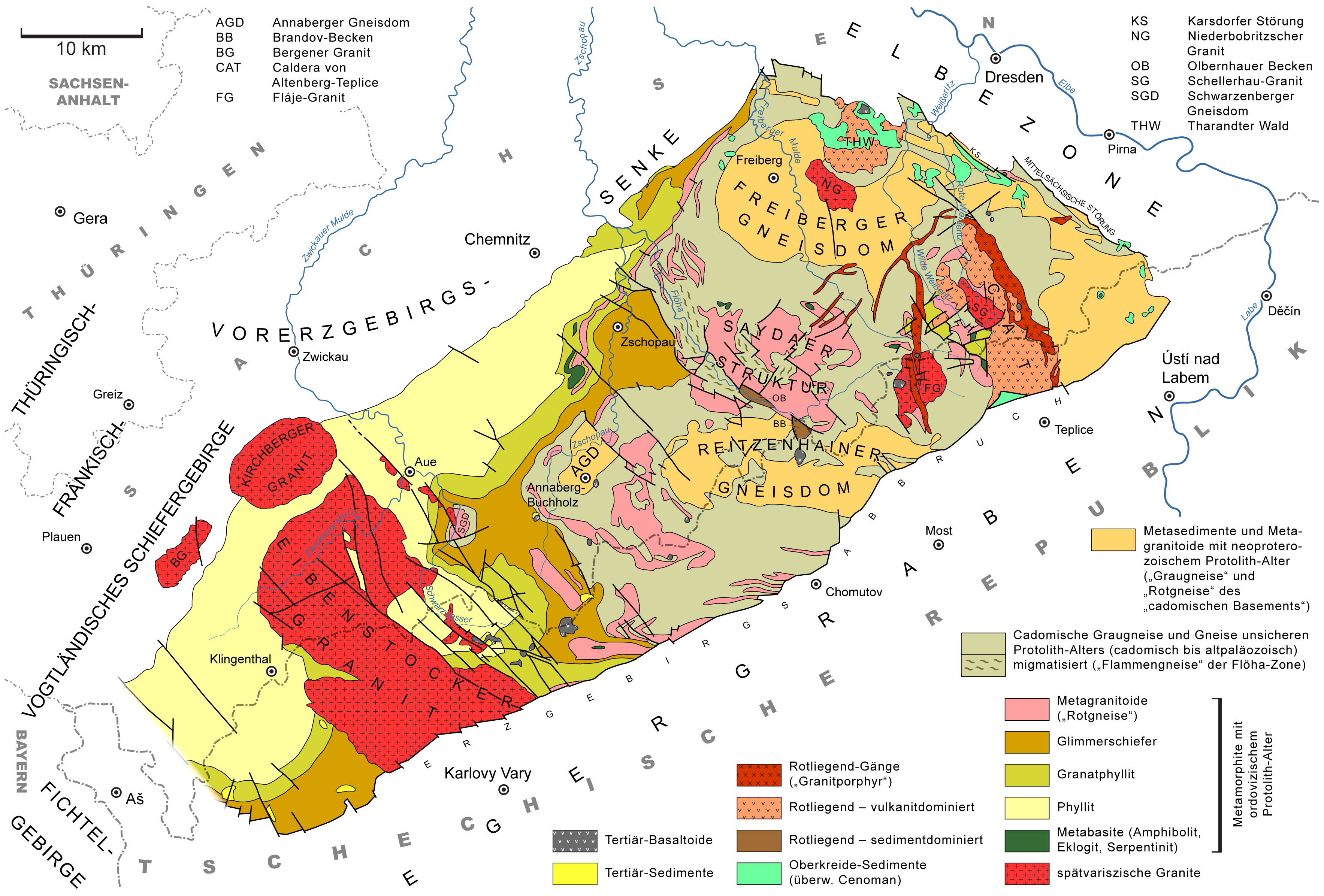
Die geologische Übersichtskarte des Erzgebirges zeigt einige große Ausbisse granitischer Plutone, insbesondere im Westerzgebirge

Plutone sind weltweit verbreitet, besonders in sogenannten Kristallinkomplexen, wo sie in überwiegend mittelgradig dynamometamorphen Gesteinen (vor allem in Gneisen und Glimmerschiefern) platzgenommen haben.

### Deutschland
- Bramscher Pluton bei Osnabrück (hypothetisch, nicht ausbeißend, gabbroid, saxonisch)
- Brocken-Batholith im Harz (überwiegend granitoid, spät- und postvariszisch)
- Thüringer Hauptgranit und Ruhlaer Granit im Thüringer Wald (granitisch, spätvariszisch)
- Kirchberger Granit und Eibenstocker Granit im Westerzgebirge (Böhmische Masse i. w. S., granitisch, spätvariszisch)
- die Greifensteine als einer von mehreren kleinen Ausbissen eines vermuteten großen mittelerzgebirgischen Plutons (Böhmische Masse, granitisch, spätvariszisch)
- Granitplutone des Fichtelgebirges, u. a. das Weißenstadt-Marktleuthener Massiv (Böhmische Masse, spät- und postvariszisch)

### Außerhalb Deutschlands
- Krkonoše-Jizera Pluton im Riesengebirge (Böhmische Masse, überwiegend granitisch, spätvariszisch)[2]
- Südböhmischer Batholith auf der Böhmisch-Mährischen Höhe und dem Granit- und Gneisplateau (Böhmische Masse, überwiegend granitisch, spätvariszisch)[3]
- die Chibinen auf der Halbinsel Kola im europäischen Teil Russlands (Baltischer Schild, überwiegend Nephelinsyenit, anorogen, Oberdevon)[4]

### Außerhalb Europas

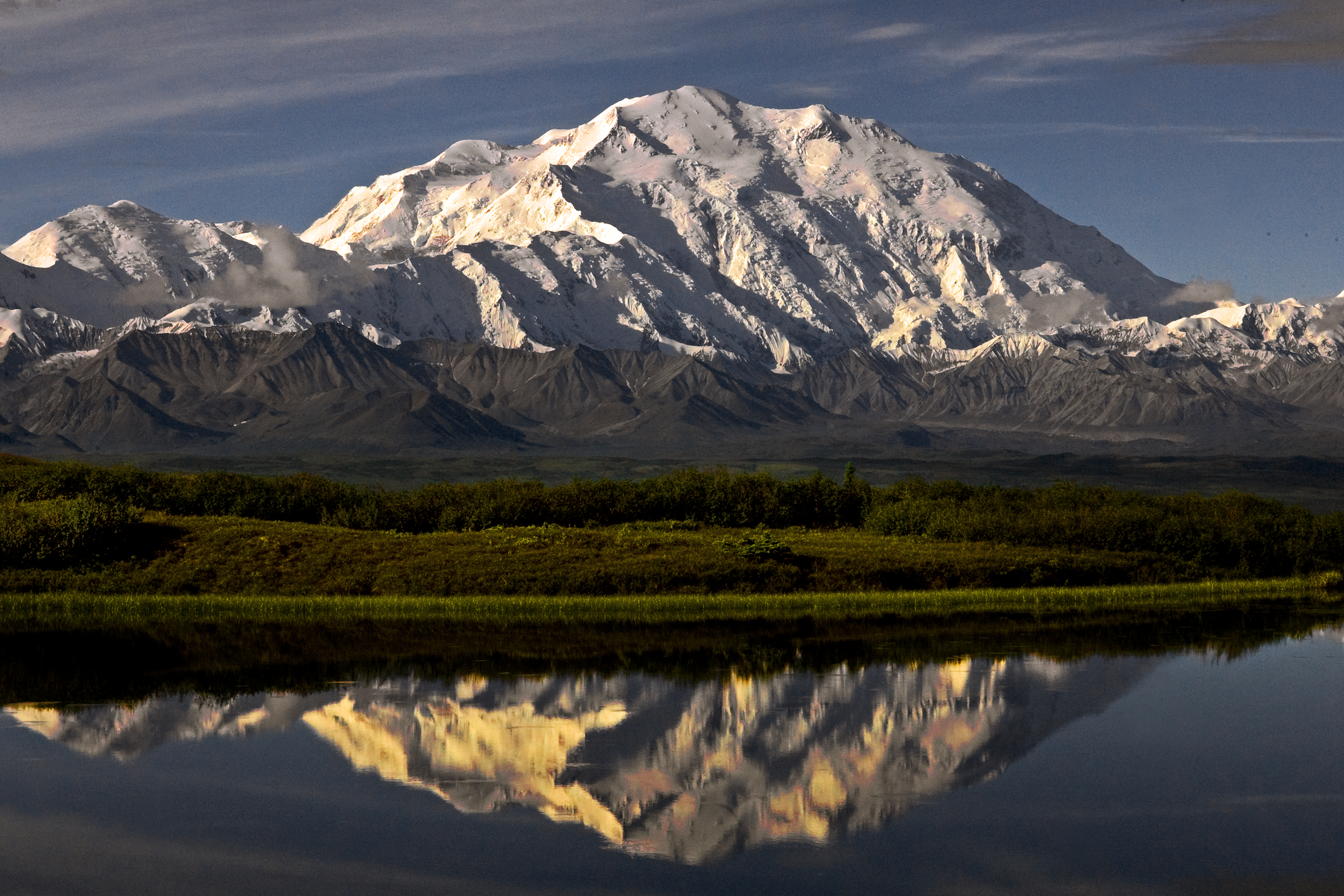
Der Granitpluton, der den Denali (Mount McKinley) aufbaut, erfährt seit etwa 5 Millionen Jahren enorm hohe Hebungsraten, was die große Höhe des Berges erklärt.

- Brandbergmassiv, Namibia, repräsentiert den Riftmagmatismus im Zusammenhang mit der beginnenden Öffnung des Südatlantiks (überwiegend Granit, Unterkreide)[5]
- Batholithe der Nordamerikanischen Kordillere, Zeugnis des Vulkanbogen-Magmatismus im Zuge der Subduktion der Kula- und Farallon-Platte unter intra-ozeanische Inselbögen und den Westrand Nordamerikas im Mesozoikum und Känozoikum, u. a.
  - Sierra-Nevada-Batholith in Kalifornien (überwiegend Granitoide, Obertrias bis Oberkreide)[6]
  - „Alaska-Aleutian Range Batholith“ in Alaska, repräsentiert unter anderem die Magmakammern des intra-ozeanischen Talkeetna-Vulkanbogens des Peninsula-Terrans (überwiegend Granitoide und Diorite, Mitteljura bis Paläozän[7]); weil die post-jurassischen Teilplutone des Batholiths wahrscheinlich anderen tektonischen Milieus entstammen als die jurassischen, wird die Bezeichnung „Alaska-Aleutian Range Batholith“ von einigen Autoren generell vermieden[8]
    - McKinley-Pluton, baut zum Großteil das Denali-Massiv auf und wird traditionell dem Alaska-Aleutian Range Batholith zugerechnet (Granit, obere Oberkreide/Paläozän[1]).